# Bolbbalgan4
Le Bolbbalgan4 (볼빨간 사춘기?; conosciute anche come BOL4) sono un duo musicale sudcoreano formatosi a Yeongju nel 2016.

## Formazione

### Attuale
- Ahn Ji-young – voce (2016-presente)[2]

### Ex-membri
- Woo Ji-yoon – voce, rap (2016-2020)[3][4]

## Discografia

### Album in studio
- 2016 – Red Planet

### EP
- 2016 – Red Ickle
- 2017 – Red Diary Page.1
- 2018 – Red Diary Page.2
- 2019 – Puberty Book 1 Bom
- 2019 – Two Five
- 2020 – Puberty Book II Pum